# Kawunglarang
Kawunglarang is een bestuurslaag in het regentschap Ciamis van de provincie West-Java, Indonesië. Kawunglarang telt 6683 inwoners (volkstelling 2010).